# Remember?
Remember? ist eine US-amerikanische Filmkomödie von Norman Z. McLeod aus dem Jahr 1939 mit Robert Taylor und Greer Garson in den Hauptrollen.

## Handlung
Als Sky Ames von seinem Urlaub in Nassau zurückkehrt, kann er es kaum erwarten, seine Verlobte Linda Bronson seinem besten Freund Jeff Holland vorzustellen. Zu Skys Verdruss ist Jeff umgehend von Linda angetan und beginnt, bei einem gemeinsamen Mittagessen mit ihr zu flirten. Bei einem Empfang anlässlich ihrer Verlobung mit Sky trifft Linda in Begleitung von Jeff ein und stellt ihn ihren wohlhabenden Eltern vor. Jeff wird daraufhin zur gemeinsamen Fuchsjagd eingeladen. Als unerfahrener Reiter wird er auf der Jagd von seinem Pferd abgeworfen und landet in einer Pfütze. Linda versucht, ihn wieder auf die Beine zu bringen, fällt dabei jedoch ebenfalls ins Wasser. In einer Scheune ziehen sie sich gegenseitig ihre nassen Stiefel und Jacken aus. Als Jeff Linda einen Kuss gibt, trifft vor der Scheune die Jagdgesellschaft ein, und Sky wendet sich mit enttäuschtem Blick ab.
Linda ist fest entschlossen, sich Jeff wieder aus dem Kopf zu schlagen. Auf Skys Rat hin will sie sich nicht zwingen, Jeff einfach zu vergessen, da das laut Sky vielmehr das Gegenteil bewirken würde. Stattdessen trifft sie sich mit Jeff. Sie kommen sich jedoch erneut näher und beschließen zu heiraten. 
Auf ihrem Weg zu den Niagarafällen wird Jeff von seiner Arbeit aufgehalten. Linda interpretiert seinen Arbeitseifer als Desinteresse an ihr, weshalb sie die Verlobung löst und mit einem Taxi davonfährt. Jeff folgt ihr in einem anderen Taxi. Als beide Wagen wegen überhöhter Geschwindigkeit von einem Polizisten gestoppt werden, meint Jeff, er und Linda hätten es eilig, befänden sie sich doch auf dem Weg zu ihrer Trauung. Vom Beamten eskortiert, treffen sie bei Richter Milliken, einem Bekannten von Linda, ein. Notgedrungen lassen sich Jeff und Linda von ihm trauen. Linda zieht anschließend bei Jeff ein und beide sind glücklich, doch noch geheiratet zu haben. Doch schon kurz darauf stürzt sich Jeff erneut in seine Arbeit und vernachlässigt seine frisch angetraute Frau. Dass er die gemeinsamen Flitterwochen immer wieder verschiebt, kränkt Linda derart, dass sie prompt die Scheidung einreicht. 
Als Sky erkennt, wie viel Linda Jeff bedeutet, beschafft er sich aus dem Labor seiner Firma ein Mittel, das unglückliche Paare vergessen lässt, was in den vorangegangenen Monaten passiert ist. Als ebendieses Mittel bei Linda und Jeff zum Einsatz kommt, vergessen beide, dass sie sich jemals getroffen haben. Von Sky werden sie daraufhin erneut einander vorgestellt und sie verlieben sich aufs Neue. Nach ihrer zweiten Hochzeit stoßen Jeff, Linda und Sky gemeinsam an. Zu Jeffs großer Überraschung gesteht Linda, dass sie bereits Nachwuchs erwarten.

## Hintergrund
Nachdem die britische Schauspielerin Greer Garson 1939 für ihr Filmdebüt in Auf Wiedersehen, Mr. Chips sowohl von den Kritikern als auch vom Publikum gefeiert worden war, kurbelte MGM-Chef Louis B. Mayer die Produktion von Remember? an, um seinem neuen Star umgehend die nächste Hauptrolle zu verschaffen. Für Szenenbild und Ausstattung waren Cedric Gibbons und Edwin B. Willis zuständig. Die Kostüme entwarf Adrian.
Die Premiere des Films fand am 14. Dezember 1939 in New York City statt. Am 19. Dezember 1939 ging er in den Vereinigten Staaten in den allgemeinen Verleih. Der Film war jedoch nur mäßig erfolgreich an den US-amerikanischen Kinokassen, schadete allerdings weder der Karriere von Garson noch der ihres Leinwandpartners Robert Taylor.

## Kritik
Frank S. Nugent von der New York Times meinte seinerzeit, dass Greer Garson „die hohen Erwartungen erfüllen“ werde, die ihr erster Auftritt in Auf Wiedersehen, Mr. Chips hervorgerufen habe, „aber in einem anderen Film“. In Remember? sei sie „nicht in ihrem Element“, was jedoch nicht ihre Schuld, sondern die des Casting Directors sei. Die Handlung des Films sei zudem „leicht zu vergessen“. Der Filmkritiker Leonard Maltin nannte den Film rückblickend eine „Blabla-Komödie“, die als „netter Versuch“ doch daneben gegangen sei.